# Gerhard Meyer (Unternehmer)

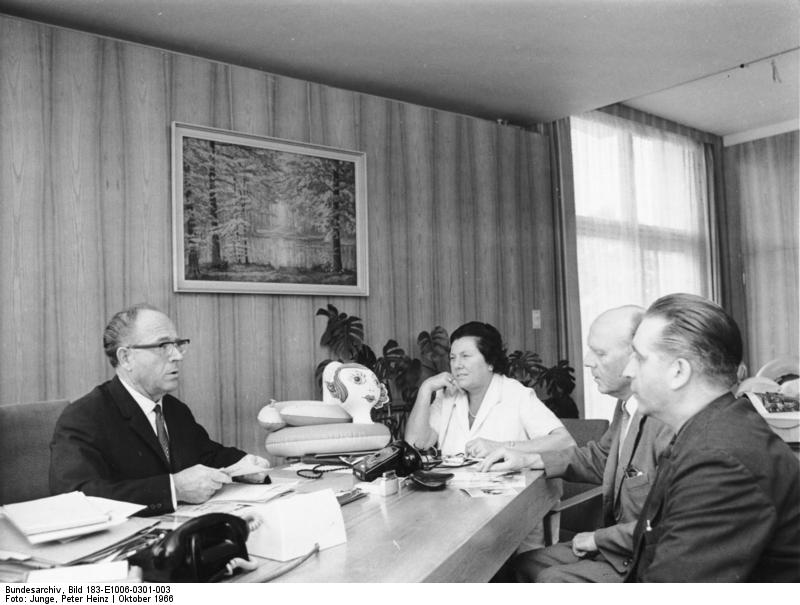
Komplementär Horst Meyer, links, 1966 bei einer der täglich stattfindenden Arbeitsberatungen mit leitenden Mitarbeitern seines Betriebes Plastolit

Gerhard Meyer (* 7. April 1910 in Dresden; † 19. April 1971 in Dernbach (Westerwald)) war ein deutscher Unternehmer, Kaufmann und Erfinder.

## Leben und Wirken

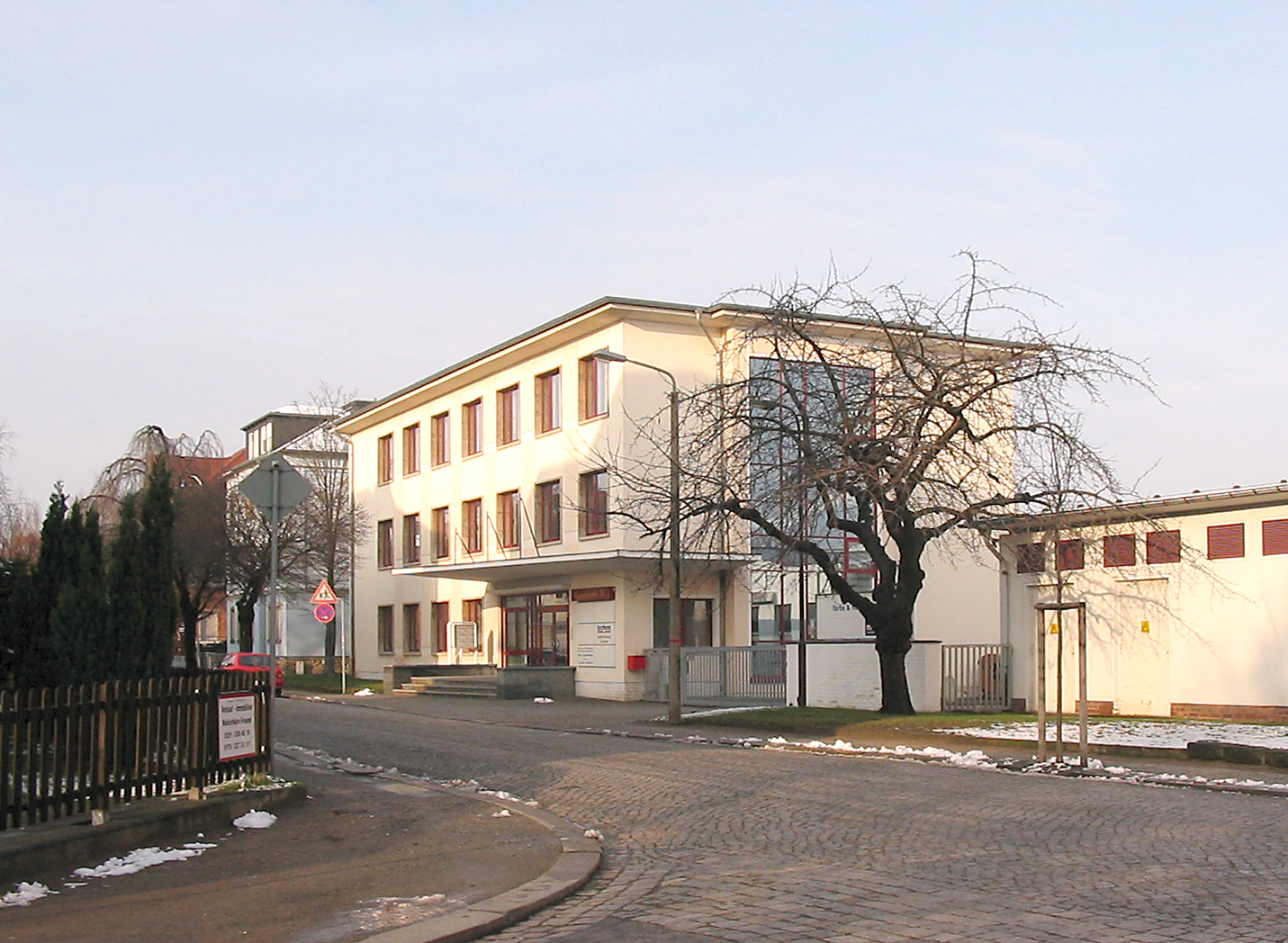
Ehemaliges Kunststoffwerk Myraplast, Gartenstraße 50

Der Diplomkaufmann Meyer meldete im März 1950 sein erstes Patent für ein neuartiges Verfahren zur Herstellung luftgefüllter Bälle an. Zur gleichen Zeit eröffnete er im Radebeuler Industriegebiet die G. Meyer Kunststoffverarbeitung, einen Betrieb zur Spielzeugherstellung. Wegen Problemen mit der Qualität zugelieferter Kunststofffolien übernahm er dies in eigene Hand und baute gleich nebenan ein Kunststoffwalzwerk zur Herstellung von PVC-Folien (Gartenstraße 50). Ab 1953 firmierte dieses unter dem Namen Myraplast (aus Meyer Radebeul Plastic). Beide Betriebe wuchsen, auch wegen internationaler Nachfrage, sehr stark. Das Gelände der Myraplast wurde aufgrund ihres Wachstums später bis zur Gartenstraße 54 (Sarrasanihaus) ausgeweitet.
1956/1957 ließ sich Meyer als sein Wohnhaus im Stadtteil Oberlößnitz die heute denkmalgeschützte Meyer-Villa errichten. Sie gilt als „seltenes Beispiel einer DDR-Unternehmervilla“.
Da aufgrund der erreichten Firmengrößen Meyer die Enteignung drohte, übertrug er den Spielzeughersteller an seinen Bruder Horst Meyer (1906–1995). Dieser führte den Betrieb unter dem Namen Plastolit weiter.
Die von Gerhard Meyer unter den Warenzeichen Cortina und Myraflex hergestellten Farb- und Klarsichtfolien waren nicht nur wegen der hohen Qualität in der DDR konkurrenzlos, sondern wurden als Devisenbringer in dreißig vorwiegend westliche Staaten exportiert. Meyer, der im Volksmund Igelit-Meyer beziehungsweise Plaste-Meyer genannt wurde, meldete aufgrund seiner eigenen Entwicklungsabteilung zahlreiche internationale Patente auf teilweise heute noch benutzte Verfahren an.
1958 wurde Meyer gezwungen, für seinen kerngesunden und Gewinn abwerfenden Betrieb eine „freiwillige“ Staatsbeteiligung aufzunehmen. Wegen andauernder Repressalien zog Meyer 1960 nach Westdeutschland, wo er als ausgewiesener Kunststofffachmann neue Betriebe in Staufen (heute Bilcare Research) und an seinem letzten Wohnsitz Montabaur (heute Klöckner Pentaplast) aufbaute.

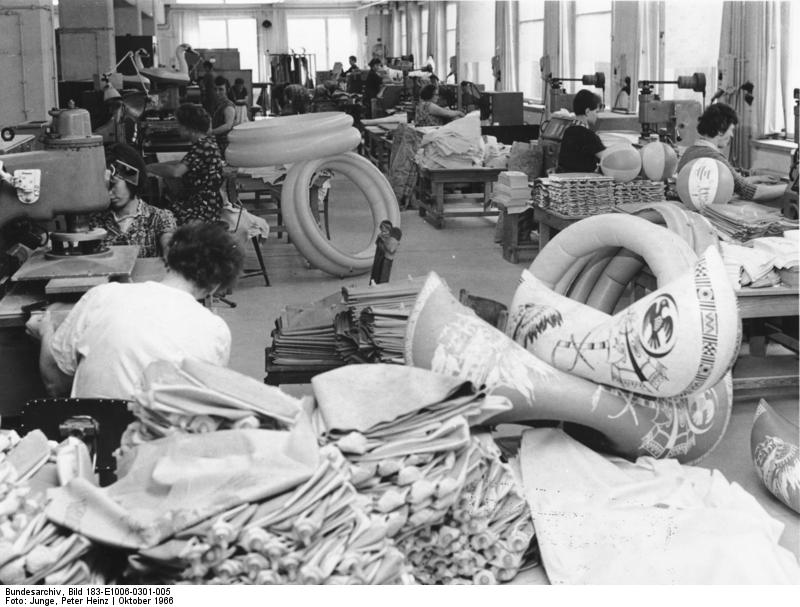
Blick in eine Produktionshalle der Plastolit, in der an Hochfrequenzschweißanlagen gearbeitet wird.

Die Radebeuler Fabrik wurde schrittweise bis 1972 verstaatlicht und nach der politischen Wende Anfang der 1990er Jahre völlig verschlissen an den Sohn von Gerhard Meyer rückübertragen. Dieser musste das perspektivlose und heruntergekommene Werk schließen, auf dem Gelände entwickelte er einen Gewerbepark, in dem sich 2006 bereits elf Firmen angesiedelt hatten.
Die Firma Plastolit von Meyers Bruder Horst verlegte nach Meyers Wegzug ihren Standort und wuchs weiterhin. 1965 wurden die international gefragten Produkte in 80 Länder exportiert. Auch Plastolit wurde 1972 verstaatlicht und Anfang der 1990er Jahre stillgelegt. Der in Radebeul verstorbene Horst Meyer liegt heute auf dem Friedhof Radebeul-Ost im denkmalgeschützten Grab Burghagen/Meyer. Das mit einem Marmorrelief von Sascha Schneider versehene Grabmal steht ebenso wie das nicht weit entfernte Grab von Karl May an der Westwand des Friedhofs.